# Vestfjorddalen
Vestfjorddalen er en dal i Tinn kommune i Vestfold og Telemark fylke i Norge. Dalen strækker sig fra Vestfjorden, der er en sidearm af søen Tinnsjå, og vestover forbi Rjukan, Vemork og Rjukanfossen, op til Møsvatn. Elven Måna løber gennem hele Vestfjorddalen.
59°53′57″N 8°43′11″Ø / 59.89917°N 8.71973°Ø